# William Cheever
William Cheever (fl.1086) (también conocido como Chievre) (latinizado como Capra, "cabra", del francés chèvre) fue uno de los 52 arrendatarios principales del Libro Domesday de Devon del Rey Guillermo el Conquistador. Poseía 46 propiedades en Devon. Sus tierras más tarde formaron (junto con tres de las cuatro propiedades de Devon de Ralph de Limesy) la baronía feudal de Bradninch, Devon. Su hermano era Ralph de Pomeroy, barón feudal de Berry Pomeroy, Devon, con quien varias de sus posesiones se dividieron en dos partes, una para cada hermano. Su hermana era Beatrix, quien poseía de él la mansión de Southleigh.

## Sucesión
No se sabe si Cheever se casó y dejó descendencia; sin embargo, sus propiedades pasaron a la corona durante el reinado del Rey Enrique I (1100-1135), quien las otorgó a su propio hijo ilegítimo, William I de Tracy (fallecido c. 1136).